# Potenziali applicazioni dei nanotubi di carbonio

## Ricerca biologica
I ricercatori della Rice University e della State University di New York hanno dimostrato che l'aggiunta di modeste percentuali in peso di nanotubi di carbonio può condurre a un significativo miglioramento delle proprietà meccaniche dei nanocomposti polimerici biodegradabili per applicazioni nell'ingegneria dei tessuti ossei. Inoltre la perdita di piccole percentuali di peso in grafene danno un significativo aumento delle proprietà meccaniche di compressione e flessibilità dei nanocomposti.
I nanotubi mostrano una compatibilità dimensionale e chimica con biomolecole, quali il DNA e le proteine. Inoltre permettono tecniche di fluorescenza e imaging foto-acustiche utilizzate nella localizzazione del calore tramite radiazioni a infrarossi.
Biosensori a singolo nanotubo mostrano grandi cambiamenti nell'impedenza elettrica e nelle proprietà ottiche, tipicamente modulate dall'assorbimento della superficie dei nanotubi. I bassi limiti di rilevabilità e l'alta selettività richiedono una progettazione della superficie dei nanotubi e dei loro effetti sul campo, sulla capacità, tramite anche degli spettri di Raman e tecniche di fotoluminescenza. Alcuni prodotti in via di sviluppo includono test stampati per il rilevamento di estrogeni e progesterone, microarrays per il DNA e il rilevamento delle proteine e sensori per il NO2 e la troponina cardiaca. Sensori simili vengono utilizzati anche nell'industria alimentare e per applicazioni militari e ambientali.
I nanotubi possono anche entrare nelle cellule legandosi ai recettori esterni della membrana cellulare. Tutto ciò abilita la trasmissione di molecole che possono essere attaccate alle pareti dei nanotubi o incapsulate negli stessi. Per esempio, la doxorubicina, farmaco utilizzato nella cura del cancro, è stata caricata su un nanotubo con una percentuale in peso del 60% rispetto al precedente 8-10 % di carica su un liposoma. Il rilascio del carico può essere attivato da radiazioni infrarosso. Tuttavia è fondamentale limitare la ritenzione di nanotubi all'interno del corpo per evitare un accumulo indesiderato di prodotto.
La tossicità dei nanotubi rimane comunque il principale ostacolo, anche se la loro biocompatibilità può essere migliorata. Il grado di infiammazione polmonare causata dell'inalazione di sensori SWNT di carbonio rimane insignificante rispetto all'asbesto o ad altri materiali aerei. L'accettazione in ambito medico dei nanotubi richiede la comprensione della risposta immunitaria al carbonio e il corretto standard di esposizione a esso per inalazione, ingestione, iniezione e contatto con la pelle. I nanotubi immobilizzati all'interno di un polimero non hanno mostrato un'elevata risposta infiammatoria durante i controlli. Essi sono stati presi in considerazione anche come elettrodi a bassa impedenza nella ricerca neuronale. Inoltre ne è stato ipotizzato l'utilizzo come rivestimento per i cateteri per ridurre il rischio di trombosi.
L'utilizzo di nanotubi come sorgenti di raggi X è ancora in fase di studio. Basandosi sulle proprietà uniche di questi materiali, i ricercatori hanno sviluppato catodi a emissione di campo che permettono precisi controlli ai raggi X e un posizionamento migliore per queste sorgenti. L'utilità come fonti di raggi X è stata dimostrata per le applicazioni in imaging di diagnosi pre-cliniche per piccoli animali e sta venendo testata anche in ambito clinico sugli uomini.

## Materiali composti

### Filati
I nanotubi, come filati o fogli laminati, ottenuti dalla deposizione chimica di vapori o tramite la filatura o attraverso metodi di disegno, possono competere con le fibre di carbonio per usi di fascia alta, specialmente in applicazioni sensibili al peso e che richiedono comunque funzionalità sia meccaniche sia elettroniche. Filati di ricerca, costituiti da sottili nanotubi, hanno raggiunto una rigidezza di 357 GPa e una resistenza di 8,8 GPa per un tratto utile comparabile a un tratto più lungo di un nanotubo non filato. Tratti di alcuni centimetri offrono una resistenza gravimetrica di 2 GPa, comparabile a quella del Kevlar.
Dato che la probabilità di rottura aumenta con il volume, i filati non potranno mai raggiungere la resistenza dei singoli nanotubi. Tuttavia la grande area di superficie offerta può mitigare questa carenza. I filati possono essere annodati senza alcuna perdita di resistenza. Gli usi ipotizzati riguardano la costruzione di cavi superconduttori, batterie, elettrodi di celle a combustibile e tessuti autopulenti.
Se finora erano impraticabili le fibre allineate di singoli nanotubi adesso possono essere fatte tramite la coagulazione di nanotubi in sospensione. Questi prodotti sono necessari per la commercializzazione. I nanotubi di carbonio inoltre possono essere dissolti nell'acido fluorosulfonico e costruiti come fibre.
Alcuni filati composti da polimeri di nanotubi a doppio tubo sono stati costruiti dalla torsione di fasci orientati di nanotubi singoli sottilmente rivestiti con composti organici polimerici.
L'università di Cambridge ha sviluppato queste fibre per la costruzione di giubbotti antiproiettile e ha concesso a una società la realizzazione di tale materiale. In confronto, il Kevlar, materiale antiproiettile d'eccellenza, non resiste ai 27-33 J/g cui resistono invece queste fibre.
Sono state realizzate anche fibre muscolari sintetiche che offrono un elevato rapporto di estensione e contrazione in risposta a un impulso elettrico.
Nanotubi singoli stanno venendo sperimentati come materiale per pannelli strutturali removibili per ponti.
Nel 2015 alcuni ricercatori hanno incorporato dei nanotubi e del grafene in fibre di seta di ragno incrementando la loro resistenza e la loro durezza raggiungendo un nuovo record. Hanno spruzzato 15 ragni della famiglia delle Pholcidae con dell'acqua contenente fiocchi di nanotubi. La seta risultante aveva una resistenza alla frattura di 5,4 GPa, un modulo elastico di 47,8 GPa e un modulo di durezza di 2,1 GPa. Ha surclassato sia fibre sintetiche polimeriche ad alto rendimento (Kevlar) sia fibre annodate.

## Microelettronica
I nanotubi sono compatibili con l'architettura dei transistor a effetto di campo (FET) e presentano un'elevata costante dielettrica. I progressi ottenuti dopo la prima comparsa nel 1998 dei transistor a nanotubi includono:
• Un tunneling FET con un swing sottosoglia <60 mV per ogni 10 FET (2004)
• Una radio (2007)
• Un FET con una lunghezza del canale sotto i 10 nm e una densità di corrente normalizzata di 2,41 mA μm-1 a 0,5 V. Risultato migliore di quello ottenuto con transistor al silicio.
Tuttavia il diametro, la chiralità, la densità e il collocamento restano fattori insufficienti per una produzione di tipo commerciale. Alcuni dispositivi che richiedono meno di decine di migliaia di nanotubi sono più facilmente costruibili attualmente. L'uso di tranistor a nanotubi permette un incremento della corrente in output e compensa i difetti e le differenze chirali, aumentando l'uniformità e la riproducibilità dei dispositivi. Per esempio, transistor utilizzati in array di nanotubi orizzontali allineati raggiungono una mutevolezza di 80 cm2 V-1 s-1, una corrente di sottosoglia di 140 mV per decina e un rapporto on/off di 105. Il metodo di deposizione di un film di nanotubi su un semiconduttore ne abilita la fabbricazione con un quantitativo in CNT maggiore di 10 000 per ogni chip.
Transistor a pellicola sottile (TFT) stampati in nanotubi sono utili per display a diodi organici a emissione di luce. Essi hanno mostrato una maggiore mobilità rispetto a quella del silicio amorfo (~1 cm2 V-1 s-1) e possono essere depositati a basse temperature tramite un metodo che non sfrutta il vuoto. Sono stati costruiti dei TFT con nanotubi aventi una mobilità di 35 cm2 V-1 s-1 e un rapporto on/off di 6×106. Un FET a nanotubi verticali ha mostrato una corrente in uscita sufficiente ad alimentare degli OLED a basso voltaggio, abilitando emissioni RGB attraverso una rete di CNT trasparente. I nanotubi di carbonio potrebbero essere utilizzati anche come tag di identificazione per le radio-frequenze. È stata dimostrata la ritenzione selettiva dei nanotubi singoli semiconduttori durante lo spin coating e una ridotta sensibilità all'assorbimento.
La roadmap internazionale per la tecnologia dei semiconduttori ha affermato che il rame potrebbe essere sostituito da nanotubi nelle interconnessioni microelettroniche, grazie al loro basso scattering, alla loro alta capacità di trasporto della corrente e alla resistenza offerta alla elettromigrazione. Per questo, sono necessari dei CNT impacchettati in metalli con un basso difetto di densità e una bassa resistenza al contatto. Recentemente è stato provato che semiconduttori complementari di metallo ossidato (CMOS), aventi un singolo CNT dal diametro di 150 nm, hanno un buco di resistenza al contatto pari a 2,8 kΩ. Inoltre i nanotubi possono essere utilizzati come conduttori elettrici e dissipatori di calore in amplificatori ad alta potenza.
In ultimo il concetto di una memoria non volatile, basata su interruttori singoli a nanotubi di tipo crossbar, è stato adattato per la commercializzazione modellando un film di CNT preso come elemento funzionale. Tutto ciò ha richiesto lo sviluppo di nanotubi ultrapuri che possono essere lavorati, tramite il processo dello spin-coating, in camere industriali ad atmosfera controllata. Il risultato è un prodotto compatibile con i processi standard degli CMOS.

### Transistor
Transistor a effetto di campo prodotti con nanotubi di carbonio (CNTFET) possono operare a temperatura ambiente e sono in grado di attuare una commutazione digitale mediante un singolo elettrone. Nel 2013 è stato dimostrato che un circuito logico a nanotubi era in grado di produrre un lavoro utile. I maggiori ostacoli alla microelettronica basata su CNT includono l'assenza di una tecnologia per una produzione di massa, la densità del circuito, il posizionamento dei singoli contatti elettrici, la purezza del campione, il controllo sulla lunghezza, la chiralità e l'allineamento desiderato dei CNT, il gap termico e la resistenza al contatto.
Una delle maggiori sfide era quella di regolare la conduttività. Un nanotubo infatti può comportarsi sia da conduttore sia da semiconduttore a seconda delle caratteristiche della superficie.
Un altro metodo per costruire dei transistor è utilizzando delle reti di nanotubi casuali. Facendo ciò si media sulle loro differenze elettriche e in questo modo si permette la creazione del dispositivo a livello del wafer.
I lunghi canali dei CNTFET mostrano caratteristiche di trasporto balistico e pertanto gli elettroni si muovono ad alte velocità. I dispositivi a nanotubi sono progettati per operare in un range di frequenza intorno a centinaia di gigahertz.
I nanotubi possono essere inseriti in nanoparticelle di un metallo magnetico (ferro o cobalto) e ciò facilita la produzione di device elettronici (spintronic device). In particolare è stato dimostrato che in una struttura a nanotubo singolo è possibile il controllo della corrente tramite un transistor a effetto di campo utilizzando dei campi magnetici.

#### Storia
Nel 2001 i ricercatori della IBM hanno dimostrato come dei nanotubi metallici possono essere distrutti lasciando però dei nanotubi semiconduttori da utilizzare come componenti elettroniche. Utilizzando la "costruzione distruttiva", essi hanno distrutto dei nanotubi difettosi sul wafer. Tale processo, tuttavia, lascia solo il controllo sulle proprietà elettriche in una scala statistica. Nel 2003 transistor balistici a temperatura ambiente aventi contatti con metalli ohmici e una elevata costante dielettrica hanno mostrato una corrente 20-30 maggiore rispetto ai MOSFET in silicio. Il palladio è un metallo che ha mostrato una barriera di Schottky libera ai nanotubi semiconduttori aventi un diametro maggiore agli 1,7 nm.
Il primo circuito di memoria avente dei nanotubi integrati è stato creato nel 2004
.
Nel 2014 reti di nanotubi di carbonio semiconduttori purificati sono stati utilizzati come materiale attivo nei transistor a film sottile di tipo P. Essi sono stati creati utilizzando una stampante 3D tramite due metodi principali: a getto d'inchiostro e tramite la rotocalcografia su un substrato flessibile che includeva poliammide e polietilene (PET) e anche su materiale trasparente, come il vetro ad esempio.

## Componenti elettroniche

### Connessioni
I nanotubi di carbonio metallici hanno suscitato un grande interesse nell'ambito della ricerca per la loro applicabilità come very-large-scale-integration (VLSI). Grazie alla loro alta stabilità termica, alla elevata conduttività termica e alla grande capacità di trasportare corrente se ne è ipotizzato l'utilizzo in circuiti integrati formati da diversi transistor in un unico chip. Un solo nanotubo può trasportare una densità di corrente in eccesso pari a 1 000 MA/cm2 senza subire danni nemmeno a una temperatura elevata di 250 °C. Inoltre il nanotubo ha dimostrato di saper eliminare efficacemente il fenomeno dell'elettromigrazione che invece riguarda spiacevolmente le connessioni in rame. Alcuni recenti studi hanno dimostrato come i nanotubi di carbonio offrano alcuni vantaggi rispetto al rame.
Interconnessioni ibride che utilizzano sia nanotubi sia rame hanno mostrato una resa migliore in termini di affidabilità e gestione termica.

## Depositi di energia
Nanotubi multipli sono usati in batterie a ioni di litio. In queste batterie, piccole quantità di questi nanotubi in polvere vengono miscelate con materiale attivo e legante polimerico. Questi nanotubi rappresentano l'1% in peso del catodo di LiCoO2 e dell'anodo di grafite. I nanotubi incrementano così la connettività elettrica e l'integrità meccanica e in questo modo aumentano la capacità e il ciclo di vita della batteria.
Un supercondensatore con una capacità di 40 F e una tensione massima di 3,5 V, costruito con una rete di nanotubi senza additivi, ha raggiunto una densità di energia di 15,6 Wh kg-1 e una densità di potenza di 37 kW kg-1. I nanotubi possono essere vincolati alle piastre di carica dei condensatori per aumentarne drasticamente la superficie e quindi la densità di energia.
L'uso di nanotubi all'interno di celle a combustibile come catalizzatore può potenzialmente ridurre l'utilizzo di platino del 60%. Dei nanotubi modificati possono addirittura arrivare a eliminare completamente dalle celle a combustibile il platino.
L'aggiunta di nanotubi in celle solari organiche può ridurre la perdita di energia e aumentare la resistenza alla foto-ossidazione. In un futuro a breve termine, celle fotovoltaiche commerciabili potranno incorporare elettrodi di nanotubi trasparenti.
La batteria di carta è una batteria costruita con un foglio di carta di cellulosa infuso con nanotubi che fungono da elettrodi e permettendo quindi la conducibilità elettrica del dispositivo. La batteria, che funziona sia come una normale agli ioni di litio sia come un supercondensatore, può provvedere una lunga e costante potenza in uscita comparabile a quella di una batteria convenzionale oppure una veloce scarica ad alta potenza come quella di un condensatore. Differentemente da una batteria convenzionale che presenta delle componenti separate, la batteria di carta integra tutte le componenti in un'unica struttura.

## Altoparlanti
Per la creazione di altoparlanti, sono stati utilizzati dei fogli di nanotubi tramite un procedimeno simile a quello nel quale il fulmine produce il tuono. Un utilizzo più commerciale dei nanotubi in questo ambito riguarda la sostituzione nei biglietti di auguri degli altoparlanti piezoelettrici con quelli a CNT.

## Meccanica
Sono stati costruiti degli oscillatori che hanno raggiunto una velocità superiore ai 50 GHz.
Le proprietà elettriche e meccaniche dei nanotubi suggeriscono il loro utilizzo in alternativa ai tradizionali attuatori elettrici.

## Ottica
La fluorescenza dei nanotubi può essere utile per osservare dei campioni di materiali semiconduttori basati sui nanotubi. In questo modo possono essere create delle mappe dei nanotubi per meglio osservare le caratteristiche del campione.
La fluorescenza dei nanotubi inoltre è sotto indagine in vista di un possibile utilizzo in ambito medico per tecniche di imaging.
La riflettività dei buckypaper, fogli di nanotubi prodotti con una tecnica speciale di deposizione dei vapori, è pari a 0,03. Questo potenzialmente permetterebbe la costruzione di migliori rivelatori piroelettrici infrarossi.